# Élections législatives galloises de 2021
Les élections législatives galloises de 2021 (en anglais : 2021 Senedd election, en gallois : Etholiad Senedd Cymru, 2021) se tiennent le 6 mai 2021 afin d'élire les 60 membres de la 6e législature du Parlement gallois pour un mandat de cinq ans.
Il s'agit du premier scrutin à se tenir depuis la transformation de l'Assemblée nationale du pays de Galles en Parlement gallois, une réforme marquant l'autonomie accrue de cette nation constitutive du Royaume-Uni.
Le Parti travailliste du Premier ministre Mark Drakeford confirme sa place de première force politique galloise, manquant d'un seul siège la majorité absolue, tandis que le Parti conservateur augmente de 50 % la taille de son groupe parlementaire.

## Contexte

### Dévolution
L'Assemblée nationale a été créé en 1999 comme organe dévolu du pays de Galles. Ses pouvoirs ont été progressivement étendus depuis : alors que jusqu'en 2006, elle ne dispose que d'un pouvoir réglementaire, elle peut depuis adopter des « mesures » (puis des lois à partir de 2011) à valeur législative dans certains domaines de compétences tels que l'agriculture, le patrimoine et la culture, le système de santé, l'éducation, le gouvernement local, les transports, etc. L'adoption de la loi britannique du Wales Act 2014 a encore accru les pouvoirs de l'Assemblée nationale, qui peut désormais lever certains impôts. Enfin, la loi Senedd and Elections (Wales) Act 2020 renomme l'Assemblée en un « Parlement gallois » (Welsh Parliament en anglais et Senedd Cymru en gallois), faisant écho au Parlement écossais établi en 1999.
Tout comme l'Assemblée nationale avant lui, le Parlement gallois est constitué d'une unique chambre de soixante membres. Il élit le premier ministre, qui ne peut gouverner que s'il conserve la confiance du Parlement.

### Contexte politique
Le pays de Galles a historiquement été un bastion du Parti travailliste et, depuis la dévolution en 1999, le chef du gouvernement gallois a toujours été issu de ce parti. De 2000 à 2003, les travaillistes ont formé une coalition avec les Libéraux-démocrates (centristes libéraux et progressistes) et, de 2007 à 2011 avec Plaid Cymru. Ils gouvernent seuls dans un gouvernement minoritaire de 2011 à 2016, puis forment à nouveau un gouvernement de coalition avec les Libéraux-démocrates à l'issue des élections de 2016.
Le principal parti d'opposition au Parlement gallois avant les élections de 2021 sont les Conservateurs gallois, la branche locale du Parti conservateur, une formation classée à droite de l’échiquier politique, unioniste et dévolutionniste. Lors des élections générales britanniques de 2019 au pays de Galles, le Parti travailliste est resté le principal parti du pays, avec 40,9 % des voix et 22 sièges sur les 40 sièges gallois à la Chambre des communes du Parlement du Royaume-Uni, devant le Parti conservateur (36,1 % des voix et 14 sièges) et le Plaid Cymru (9,9 % et 4 sièges).

## Mode de scrutin

Chaque électeur vote dans une circonscription (rouge) et une région électorale (jaune).

Le Parlement est composé de 60 membres, élus pour un mandat de cinq ans selon un système mixte.
Chaque électeur dispose de deux voix : la première lui permet de voter pour un candidat de sa circonscription selon les modalités du scrutin uninominal majoritaire à un tour, le pays de Galles comptant un total de 40 circonscriptions ; la seconde voix lui permet de voter en faveur d'une liste de candidats présentée par un parti dans sa région électorale selon les modalités du scrutin proportionnel d'Hondt, le territoire comptant un total de cinq régions pourvoyant chacune quatre mandats.
À l'issue du scrutin, les sièges de région sont répartis entre les partis en tenant compte du nombre de membres élus dans les circonscriptions, afin de rétablir une forme de proportionnalité.
Les citoyens du Royaume-Uni, d'Irlande, du Commonwealth et de l'Union européenne disposent du droit de vote. Le Senedd and Elections (Wales) Act 2020 confère le droit de vote aux personnes âgées de 16 et 17 ans.

## Sondages

Évolution des sondages depuis les dernières élections. Les lignes foncées montrent le vote régional, les lignes pâles montrent le vote dans les circonscriptions.

| Source                      | Date de réalisation   | Travaillistes | Conservateurs | Plaid Cymru | LibDem | UKIP | Reform UK | Autres |
| --------------------------- | --------------------- | ------------- | ------------- | ----------- | ------ | ---- | --------- | ------ |
| Source                      | Date de réalisation   |               |               |             |        |      |           |        |
| YouGov                      | 26 au 29 octobre 2020 | 33            | 24            | 20          | 4      | 1    | 5         | 14     |
| 28 août au 4 septembre 2020 | 33                    | 27            | 23            | 3           | 0      | 4    | 10        |        |
| 29 mai au 1er juin 2020     | 32                    | 28            | 24            | 5           | 0      | 3    | 8         |        |
| 3 au 7 avril 2020           | 29                    | 37            | 18            | 4           | 1      | 4    | 7         |        |
| 20 au 26 janvier 2020       | 32                    | 32            | 19            | 5           | 1      | 3    | 8         |        |

## Résultats
|                          |                                                 |                  |                  |                  |                  |                 |                 |                 |                 |              |               |  |  |  |
| Partis                   | Partis                                          | Circonscriptions | Circonscriptions | Circonscriptions | Circonscriptions | Proportionnelle | Proportionnelle | Proportionnelle | Proportionnelle | Total sièges | +/−           |  |  |  |
| Partis                   | Partis                                          | Votes            | %                | Sièges           | +/−              | Votes           | %               | +/-             | Sièges          | Total sièges | +/−           |  |  |  |
|                          | Parti travailliste gallois (WL)                 | 443 047          | 39,85            | 27               | en stagnation    | 401 770         | 36,17           | 4,7             | 3               | 30           | 1             |  |  |  |
|                          | Parti conservateur gallois (WC)                 | 289 802          | 26,07            | 8                | 2                | 278 560         | 25,08           | 6,3             | 8               | 16           | 5             |  |  |  |
|                          | Plaid Cymru (PC)                                | 225 376          | 20,27            | 5                | 1                | 230 161         | 20,72           | 0,1             | 8               | 13           | 1             |  |  |  |
|                          | Parti vert (WGP)                                | 17 817           | 1,60             | 0                | en stagnation    | 48 714          | 4,39            | 1,4             | 0               | 0            | en stagnation |  |  |  |
|                          | Libéraux-démocrates gallois (WLD)               | 54 202           | 4,88             | 0                | 1                | 48 217          | 4,34            | 2,2             | 1               | 1            | en stagnation |  |  |  |
|                          | Parti pour abolir l'Assemblée galloise (AWAP)   | 18 149           | 1,63             | 0                | en stagnation    | 41 399          | 3,73            | 0,7             | 0               | 0            | en stagnation |  |  |  |
|                          | Parti pour l'indépendance du Royaume-Uni (UKIP) | 8 586            | 0,77             | 0                | en stagnation    | 17 341          | 1,56            | 11,4            | 0               | 0            | 7             |  |  |  |
|                          | Reform UK                                       | 17 405           | 1,57             | 0                | en stagnation    | 11 730          | 1,06            | Nv.             | 0               | 0            | en stagnation |  |  |  |
|                          | Autres partis                                   | 37 346           | 3,36             | 0                | -                | 33 003          | 2,97            | -               | 0               | 0            | -             |  |  |  |
|                          |                                                 |                  |                  |                  |                  |                 |                 |                 |                 |              |               |  |  |  |
| Votes valides            | Votes valides                                   | 1 111 730        | 99,43            |                  |                  | 1 110 895       | 99,33           |                 |                 |              |               |  |  |  |
| Votes blancs et nuls     | Votes blancs et nuls                            | 6 354            | 0,57             | 7 493            | 0,67             |                 |                 |                 |                 |              |               |  |  |  |
| Total                    | Total                                           | 1 118 084        | 100              | 40               | en stagnation    | 1 118 388       | 100             | -               | 20              | 60           | en stagnation |  |  |  |
| Abstentions              | Abstentions                                     | 1 271 795        | 53,22            |                  |                  | 1 271 491       | 53,20           |                 |                 |              |               |  |  |  |
| Inscrits / participation | Inscrits / participation                        | 2 389 879        | 47,78            | 2 389 879        | 47,80            |                 |                 |                 |                 |              |               |  |  |  |

## Résultats par régions

### Pays de Galles du Centre et de l'Ouest(Mid and West Wales)
|                          | PC                       | 65 450  | 27,47 | 1,2  | 3 | en stagnation | 1 | 4  | en stagnation |  |  |  |  |  |
|                          | WC                       | 63 827  | 26,79 | 6,2  | 4 | 1             | 0 | 4  | 1             |  |  |  |  |  |
|                          | WL                       | 61 733  | 25,91 | 6,5  | 1 | en stagnation | 2 | 3  | en stagnation |  |  |  |  |  |
|                          | WLD                      | 16 181  | 6,79  | 4,1  | 0 | 1             | 1 | 1  | en stagnation |  |  |  |  |  |
|                          | WGP                      | 10 545  | 4,43  | 0,6  | 0 | en stagnation | 0 | 0  | en stagnation |  |  |  |  |  |
|                          | AWAP                     | 8 073   | 3,39  | 1,6  | 0 | en stagnation | 0 | 0  | en stagnation |  |  |  |  |  |
|                          | UKIP                     | 3 731   | 1,57  | 10,0 | 0 | en stagnation | 0 | 0  | 1             |  |  |  |  |  |
|                          | Reform UK                | 2 582   | 1,08  | Nv.  | 0 | en stagnation | 0 | 0  | en stagnation |  |  |  |  |  |
|                          | Autres                   | 6 124   | 2,57  | -    | 0 | -             | 0 | 0  | -             |  |  |  |  |  |
|                          |                          |         |       |      |   |               |   |    |               |  |  |  |  |  |
| Votes valides            | Votes valides            | 238 246 | 99,41 |      |   |               |   |    |               |  |  |  |  |  |
| Votes blancs et nuls     | Votes blancs et nuls     | 1 412   | 0,59  |      |   |               |   |    |               |  |  |  |  |  |
| Total                    | Total                    | 239 658 | 100   | -    | 8 | en stagnation | 4 | 12 | en stagnation |  |  |  |  |  |
| Abstentions              | Abstentions              | 212 598 | 47,01 |      |   |               |   |    |               |  |  |  |  |  |
| Inscrits / participation | Inscrits / participation | 452 256 | 52,99 |      |   |               |   |    |               |  |  |  |  |  |

| Circonscription                         | Député sortant | Député sortant     | Député élu | Député élu       |
| --------------------------------------- | -------------- | ------------------ | ---------- | ---------------- |
| Brecon and Radnorshire                  |                | Kirsty Williams    |            | James Evans      |
| Carmarthen East and Dinefwr             |                | Adam Price         |            | Adam Price       |
| Carmarthen West and South Pembrokeshire |                | Angela Burns       |            | Samuel Kurtz     |
| Ceredigion                              |                | Elin Jones         |            | Elin Jones       |
| Dwyfor Meirionnydd                      |                | Dafydd Elis-Thomas |            | Mabon ap Gwynfor |
| Llanelli                                |                | Lee Waters         |            | Lee Waters       |
| Montgomeryshire                         |                | Russell George     |            | Russell George   |
| Preseli Pembrokeshire                   |                | Paul Davies        |            | Paul Davies      |

### Pays de Galles du Nord(North Wales)
|                          | WL                       | 73 120  | 32,33 | 4,2  | 4 | 1             | 1 | 5  | en stagnation |  |  |  |  |  |
|                          | WC                       | 67 544  | 29,86 | 7,6  | 3 | 1             | 2 | 5  | 2             |  |  |  |  |  |
|                          | PC                       | 53 950  | 23,85 | 0,5  | 2 | en stagnation | 1 | 3  | en stagnation |  |  |  |  |  |
|                          | AWAP                     | 7 960   | 3,52  | 1,1  | 0 | en stagnation | 0 | 0  | en stagnation |  |  |  |  |  |
|                          | WLD                      | 7 160   | 3,17  | 1,4  | 0 | en stagnation | 0 | 0  | en stagnation |  |  |  |  |  |
|                          | WGP                      | 6 586   | 2,91  | 0,6  | 0 | en stagnation | 0 | 0  | en stagnation |  |  |  |  |  |
|                          | UKIP                     | 3 573   | 1,58  | 10,9 | 0 | en stagnation | 0 | 0  | 2             |  |  |  |  |  |
|                          | Reform UK                | 2 374   | 1,05  | Nv.  | 0 | en stagnation | 0 | 0  | en stagnation |  |  |  |  |  |
|                          | Autres                   | 3 932   | 1,74  | -    | 0 | -             | 0 | 0  | -             |  |  |  |  |  |
|                          |                          |         |       |      |   |               |   |    |               |  |  |  |  |  |
| Votes valides            | Votes valides            | 226 199 | 99,28 |      |   |               |   |    |               |  |  |  |  |  |
| Votes blancs et nuls     | Votes blancs et nuls     | 1 651   | 0,72  |      |   |               |   |    |               |  |  |  |  |  |
| Total                    | Total                    | 227 850 | 100   | -    | 9 | en stagnation | 4 | 13 | en stagnation |  |  |  |  |  |
| Abstentions              | Abstentions              | 259 904 | 53,29 |      |   |               |   |    |               |  |  |  |  |  |
| Inscrits / participation | Inscrits / participation | 487 754 | 46,71 |      |   |               |   |    |               |  |  |  |  |  |

| Circonscription  | Député sortant | Député sortant       | Député élu | Député élu           |
| ---------------- | -------------- | -------------------- | ---------- | -------------------- |
| Aberconwy        |                | Janet Finch-Saunders |            | Janet Finch-Saunders |
| Alyn and Deeside |                | Jack Sargeant        |            | Jack Sargeant        |
| Arfon            |                | Siân Gwenllian       |            | Siân Gwenllian       |
| Clwyd South      |                | Ken Skates           |            | Ken Skates           |
| Clwyd West       |                | Darren Millar        |            | Darren Millar        |
| Delyn            |                | Hannah Blythyn       |            | Hannah Blythyn       |
| Vale of Clwyd    |                | Ann Jones            |            | Gareth Davies        |
| Wrexham          |                | Lesley Griffiths     |            | Lesley Griffiths     |
| Ynys Môn         |                | Rhun ap Iorwerth     |            | Rhun ap Iorwerth     |

### Pays de Galles du Sud Centre(South Wales Central)
|                          | WL                       | 102 611 | 40,11 | 6,2 | 8 | 1             | 0 | 8  | 1             |  |  |  |  |  |
|                          | WC                       | 56 622  | 22,13 | 3,9 | 0 | en stagnation | 2 | 2  | en stagnation |  |  |  |  |  |
|                          | PC                       | 46 478  | 18,17 | 2,8 | 0 | 1             | 2 | 2  | en stagnation |  |  |  |  |  |
|                          | WGP                      | 14 478  | 5,66  | 2,2 | 0 | en stagnation | 0 | 0  | en stagnation |  |  |  |  |  |
|                          | WLD                      | 11 821  | 4,62  | 1,8 | 0 | en stagnation | 0 | 0  | en stagnation |  |  |  |  |  |
|                          | AWAP                     | 8 396   | 3,28  | 0,7 | 0 | en stagnation | 0 | 0  | en stagnation |  |  |  |  |  |
|                          | Propel                   | 5 552   | 2,17  | Nv. | 0 | en stagnation | 0 | 0  | en stagnation |  |  |  |  |  |
|                          | UKIP                     | 3 127   | 1,22  | 9,1 | 0 | en stagnation | 0 | 0  | 1             |  |  |  |  |  |
|                          | Reform UK                | 2 244   | 0,88  | Nv. | 0 | en stagnation | 0 | 0  | en stagnation |  |  |  |  |  |
|                          | Autres                   | 4 508   | 1,76  | -   | 0 | -             | 0 | 0  | -             |  |  |  |  |  |
|                          |                          |         |       |     |   |               |   |    |               |  |  |  |  |  |
| Votes valides            | Votes valides            | 255 837 | 99,32 |     |   |               |   |    |               |  |  |  |  |  |
| Votes blancs et nuls     | Votes blancs et nuls     | 1 744   | 0,68  |     |   |               |   |    |               |  |  |  |  |  |
| Total                    | Total                    | 257 581 | 100   | -   | 8 | en stagnation | 4 | 12 | en stagnation |  |  |  |  |  |
| Abstentions              | Abstentions              | 274 615 | 51,60 |     |   |               |   |    |               |  |  |  |  |  |
| Inscrits / participation | Inscrits / participation | 532 196 | 48,40 |     |   |               |   |    |               |  |  |  |  |  |

| Circonscription           | Député sortant | Député sortant  | Député élu | Député élu               |
| ------------------------- | -------------- | --------------- | ---------- | ------------------------ |
| Cardiff Central           |                | Jenny Rathbone  |            | Jenny Rathbone           |
| Cardiff North             |                | Julie Morgan    |            | Julie Morgan             |
| Cardiff South and Penarth |                | Vaughan Gething |            | Vaughan Gething          |
| Cardiff West              |                | Mark Drakeford  |            | Mark Drakeford           |
| Cynon Valley              |                | Vikki Howells   |            | Vikki Howells            |
| Pontypridd                |                | Mick Antoniw    |            | Mick Antoniw             |
| Rhondda                   |                | Leanne Wood     |            | Elizabeth Buffy Williams |
| Vale of Glamorgan         |                | Jane Hutt       |            | Jane Hutt                |

### Pays de Galles du Sud-Est(South Wales East)
|                          | WL                       | 85 988  | 41,37 | 3,0  | 7 | en stagnation | 0 | 7  | en stagnation |  |  |  |  |  |
|                          | WC                       | 52 323  | 25,17 | 8,0  | 1 | en stagnation | 2 | 3  | 1             |  |  |  |  |  |
|                          | PC                       | 30 530  | 14,69 | 0,6  | 0 | en stagnation | 2 | 2  | 1             |  |  |  |  |  |
|                          | AWAP                     | 9 995   | 4,81  | 0,8  | 0 | en stagnation | 0 | 0  | en stagnation |  |  |  |  |  |
|                          | WGP                      | 9 950   | 4,79  | 2,3  | 0 | en stagnation | 0 | 0  | en stagnation |  |  |  |  |  |
|                          | WLD                      | 7 045   | 3,39  | 0,1  | 0 | en stagnation | 0 | 0  | en stagnation |  |  |  |  |  |
|                          | UKIP                     | 4 101   | 1,97  | 15,8 | 0 | en stagnation | 0 | 0  | 2             |  |  |  |  |  |
|                          | Reform UK                | 2 756   | 1,33  | Nv.  | 0 | en stagnation | 0 | 0  | en stagnation |  |  |  |  |  |
|                          | Autres                   | 5 229   | 2,51  | -    | 0 | -             | 0 | 0  | -             |  |  |  |  |  |
|                          |                          |         |       |      |   |               |   |    |               |  |  |  |  |  |
| Votes valides            | Votes valides            | 207 917 | 99,26 |      |   |               |   |    |               |  |  |  |  |  |
| Votes blancs et nuls     | Votes blancs et nuls     | 1 555   | 0,74  |      |   |               |   |    |               |  |  |  |  |  |
| Total                    | Total                    | 209 472 | 100   | -    | 8 | en stagnation | 4 | 12 | en stagnation |  |  |  |  |  |
| Abstentions              | Abstentions              | 289 173 | 57,99 |      |   |               |   |    |               |  |  |  |  |  |
| Inscrits / participation | Inscrits / participation | 498 645 | 42,01 |      |   |               |   |    |               |  |  |  |  |  |

| Circonscription            | Député sortant | Député sortant   | Député élu | Député élu       |
| -------------------------- | -------------- | ---------------- | ---------- | ---------------- |
| Blaenau Gwent              |                | Alun Davies      |            | Alun Davies      |
| Caerphilly                 |                | Hefin David      |            | Hefin David      |
| Islwyn                     |                | Rhianon Passmore |            | Rhianon Passmore |
| Merthyr Tydfil and Rhymney |                | Dawn Bowden      |            | Dawn Bowden      |
| Monmouth                   |                | Nick Ramsay      |            | Peter Fox        |
| Newport East               |                | John Griffiths   |            | John Griffiths   |
| Newport West               |                | Jayne Bryant     |            | Jayne Bryant     |
| Torfaen                    |                | Lynne Neagle     |            | Lynne Neagle     |

### Pays de Galles du Sud-Ouest(South Wales West)
|                          | WL                       | 78 318  | 42,87 | 3,3  | 7 | en stagnation | 0 | 7  | en stagnation |  |  |  |  |  |
|                          | WC                       | 38 244  | 20,93 | 5,9  | 0 | en stagnation | 2 | 2  | 1             |  |  |  |  |  |
|                          | PC                       | 33 753  | 18,47 | 1,3  | 0 | en stagnation | 2 | 2  | en stagnation |  |  |  |  |  |
|                          | WGP                      | 7 155   | 3,92  | 1,3  | 0 | en stagnation | 0 | 0  | en stagnation |  |  |  |  |  |
|                          | AWAP                     | 6 975   | 3,82  | 0,4  | 0 | en stagnation | 0 | 0  | en stagnation |  |  |  |  |  |
|                          | WLD                      | 6 010   | 3,29  | 3,2  | 0 | en stagnation | 0 | 0  | en stagnation |  |  |  |  |  |
|                          | UKIP                     | 2 809   | 1,54  | 12,1 | 0 | en stagnation | 0 | 0  | 1             |  |  |  |  |  |
|                          | Reform UK                | 1 774   | 0,97  | Nv.  | 0 | en stagnation | 0 | 0  | en stagnation |  |  |  |  |  |
|                          | Autres                   | 5 559   | 3,04  | -    | 0 | -             | 0 | 0  | -             |  |  |  |  |  |
|                          |                          |         |       |      |   |               |   |    |               |  |  |  |  |  |
| Votes valides            | Votes valides            | 182 696 | 99,38 |      |   |               |   |    |               |  |  |  |  |  |
| Votes blancs et nuls     | Votes blancs et nuls     | 1 131   | 0,62  |      |   |               |   |    |               |  |  |  |  |  |
| Total                    | Total                    | 183 827 | 100   | -    | 7 | en stagnation | 4 | 11 | en stagnation |  |  |  |  |  |
| Abstentions              | Abstentions              | 234 182 | 56,02 |      |   |               |   |    |               |  |  |  |  |  |
| Inscrits / participation | Inscrits / participation | 418 009 | 43,98 |      |   |               |   |    |               |  |  |  |  |  |

| Circonscription | Député sortant | Député sortant     | Député élu | Député élu         |
| --------------- | -------------- | ------------------ | ---------- | ------------------ |
| Aberavon        |                | David Rees         |            | David Rees         |
| Bridgend        |                | Carwyn Jones       |            | Sarah Murphy       |
| Gower           |                | Rebecca Evans      |            | Rebecca Evans      |
| Neath           |                | Jeremy Miles       |            | Jeremy Miles       |
| Ogmore          |                | Huw Irranca-Davies |            | Huw Irranca-Davies |
| Swansea East    |                | Mike Hedges        |            | Mike Hedges        |
| Swansea West    |                | Julie James        |            | Julie James        |